# China Open 2011 - Qualificazioni singolare femminile
Le qualificazioni del singolare femminile del China Open 2011 sono state un torneo di tennis preliminare per accedere alla fase finale della manifestazione. I vincitori dell'ultimo turno sono entrati di diritto nel tabellone principale. In caso di ritiro di uno o più giocatori aventi diritto a questi sono subentrati i lucky loser, ossia i giocatori che hanno perso nell'ultimo turno ma che avevano una classifica più alta rispetto agli altri partecipanti che avevano comunque perso nel turno finale.

## Giocatrici

### Teste di serie
1. Angelique Kerber (ultimo turno)
2. Chanelle Scheepers (qualificata)
3. Barbora Záhlavová-Strýcová (qualificata)
4. Petra Martić (primo turno)
5. Christina McHale (qualificata)
6. Monica Niculescu (qualificata)
7. Carla Suárez Navarro (qualificata)
8. Vera Duševina(ultimo turno)

1. Galina Voskoboeva (ultimo turno)
2. Pauline Parmentier (primo turno)
3. Kimiko Date Krumm (spostata sul tabellone principale)
4. Gréta Arn (ultimo turno)
5. Kateryna Bondarenko (primo turno)
6. Mathilde Johansson (primo turno)
7. Irina Falconi (primo turno)
8. Eléni Daniilídou (qualificata)
9. Urszula Radwańska (primo turno)

## Qualificate
1. Eléni Daniilídou
2. Chanelle Scheepers
3. Barbora Záhlavová-Strýcová
4. Laura Robson

1. Christina McHale
2. Monica Niculescu
3. Carla Suárez Navarro
4. Virginie Razzano

## Tabellone qualificazioni

### Sezione 1
|  | Primo turno | Primo turno      | Primo turno | Primo turno | Primo turno |  |  | Ultimo turno | Ultimo turno     | Ultimo turno | Ultimo turno | Ultimo turno |  |
|  |             |                  |             |             |             |  |  |              |                  |              |              |              |  |
|  | 1           | Angelique Kerber | 6           | 4           | 6           |  |  |              |                  |              |              |              |  |
|  |             | Ol'ga Govorcova  | 1           | 6           | 4           |  |  | 1            | Angelique Kerber | 6            | 3            | 4            |  |
|  |             | Coco Vandeweghe  | 6           | 3           | 2           |  |  | 16           | Eléni Daniilídou | 2            | 6            | 6            |  |
|  | 16          | Eléni Daniilídou | 3           | 6           | 6           |  |  |              |                  |              |              |              |  |

### Sezione 2
|  | Primo turno | Primo turno        | Primo turno        | Primo turno | Primo turno |  |  | Ultimo turno | Ultimo turno       | Ultimo turno       | Ultimo turno | Ultimo turno |  |
|  |             |                    |                    |             |             |  |  |              |                    |                    |              |              |  |
|  | 2           | Chanelle Scheepers | Chanelle Scheepers | 6           | 6           |  |  |              |                    |                    |              |              |  |
|  | Alt         | Marija Korytceva   | Marija Korytceva   | 2           | 3           |  |  | 2            | Chanelle Scheepers | Chanelle Scheepers | 6            | 6            |  |
|  | WC          | Han Xinyun         | Han Xinyun         | 1           | 4           |  |  | 12           | Gréta Arn          | Gréta Arn          | 4            | 1            |  |
|  | 12          | Gréta Arn          | Gréta Arn          | 6           | 6           |  |  |              |                    |                    |              |              |  |

### Sezione 3
|  | Primo turno | Primo turno                | Primo turno                | Primo turno | Primo turno |  |  | Ultimo turno | Ultimo turno               | Ultimo turno | Ultimo turno | Ultimo turno |  |
|  |             |                            |                            |             |             |  |  |              |                            |              |              |              |  |
|  | 3           | Barbora Záhlavová-Strýcová | Barbora Záhlavová-Strýcová | 6           | 6           |  |  |              |                            |              |              |              |  |
|  |             | Arantxa Parra Santonja     | Arantxa Parra Santonja     | 2           | 4           |  |  | 3            | Barbora Záhlavová-Strýcová | 63           | 6            | 7            |  |
|  |             | Alla Kudrjavceva           | 6                          | 3           | 6           |  |  |              | Alla Kudrjavceva           | 7            | 1            | 5            |  |
|  | 13          | Kateryna Bondarenko        | 4                          | 6           | 2           |  |  |              |                            |              |              |              |  |

### Sezione 4
|  | Primo turno | Primo turno   | Primo turno   | Primo turno | Primo turno |  |  | Ultimo turno | Ultimo turno  | Ultimo turno | Ultimo turno | Ultimo turno |  |
|  |             |               |               |             |             |  |  |              |               |              |              |              |  |
|  | 4           | Petra Martić  | Petra Martić  | 5           | 1           |  |  |              |               |              |              |              |  |
|  | WC          | Laura Robson  | Laura Robson  | 7           | 6           |  |  | WC           | Laura Robson  | 6            | 3            | 7            |  |
|  |             | Melinda Czink | Melinda Czink | 6           | 7           |  |  |              | Melinda Czink | 3            | 6            | 64           |  |
|  | 15          | Irina Falconi | Irina Falconi | 2           | 5           |  |  |              |               |              |              |              |  |

### Sezione 5
|  | Primo turno | Primo turno          | Primo turno | Primo turno | Primo turno |  |  | Ultimo turno | Ultimo turno      | Ultimo turno      | Ultimo turno | Ultimo turno |  |
|  |             |                      |             |             |             |  |  |              |                   |                   |              |              |  |
|  | 5           | Christina McHale     | 4           | 6           | 6           |  |  |              |                   |                   |              |              |  |
|  |             | Anastasija Rodionova | 6           | 3           | 2           |  |  | 5            | Christina McHale  | Christina McHale  | 7            | 6            |  |
|  |             | Akgul Amanmuradova   | 6           | 5           | 2           |  |  | 9            | Galina Voskoboeva | Galina Voskoboeva | 62           | 3            |  |
|  | 9           | Galina Voskoboeva    | 2           | 7           | 6           |  |  |              |                   |                   |              |              |  |

### Sezione 6
|  | Primo turno | Primo turno        | Primo turno      | Primo turno | Primo turno |  |  | Ultimo turno | Ultimo turno     | Ultimo turno     | Ultimo turno | Ultimo turno |  |
|  |             |                    |                  |             |             |  |  |              |                  |                  |              |              |  |
|  | 6           | Monica Niculescu   | Monica Niculescu | 6           | 6           |  |  |              |                  |                  |              |              |  |
|  |             | Jill Craybas       | Jill Craybas     | 0           | 4           |  |  | 6            | Monica Niculescu | Monica Niculescu | 7            | 6            |  |
|  |             | Misaki Doi         | 7                | 2           |             |  |  |              | Misaki Doi       | Misaki Doi       | 6(1)         | 3            |  |
|  | 14          | Mathilde Johansson | 5                | 0           | r           |  |  |              |                  |                  |              |              |  |

### Sezione 7
|  | Primo turno | Primo turno            | Primo turno            | Primo turno | Primo turno |  |  | Ultimo turno | Ultimo turno           | Ultimo turno           | Ultimo turno | Ultimo turno |  |
|  |             |                        |                        |             |             |  |  |              |                        |                        |              |              |  |
|  | 7           | Carla Suárez Navarro   | Carla Suárez Navarro   | 6           | 6           |  |  |              |                        |                        |              |              |  |
|  | WC          | Sun Shengnan           | Sun Shengnan           | 4           | 4           |  |  | 7            | Carla Suárez Navarro   | Carla Suárez Navarro   | 7            | 6            |  |
|  |             | Nuria Llagostera Vives | Nuria Llagostera Vives | 6           | 6           |  |  |              | Nuria Llagostera Vives | Nuria Llagostera Vives | 63           | 4            |  |
|  | 10          | Pauline Parmentier     | Pauline Parmentier     | 1           | 1           |  |  |              |                        |                        |              |              |  |

### Sezione 8
|  | Primo turno | Primo turno       | Primo turno   | Primo turno | Primo turno |  |  | Ultimo turno | Ultimo turno     | Ultimo turno     | Ultimo turno | Ultimo turno |  |
|  |             |                   |               |             |             |  |  |              |                  |                  |              |              |  |
|  | 8           | Vera Duševina     | Vera Duševina | 6           | 6           |  |  |              |                  |                  |              |              |  |
|  | WC          | Jing-Jing Lu      | Jing-Jing Lu  | 4           | 0           |  |  | 8            | Vera Duševina    | Vera Duševina    | 612          | 0            |  |
|  |             | Virginie Razzano  | 6             | 2           | 6           |  |  |              | Virginie Razzano | Virginie Razzano | 7            | 6            |  |
|  | 17          | Urszula Radwańska | 4             | 6           | 4           |  |  |              |                  |                  |              |              |  |